# オーシャンカップ競走
オーシャンカップ競走（オーシャンカップきょうそう）（通称：オーシャンカップ・英語通称：OCEAN CUP）とは、ボートレースのSG競走の1つ。通称「オーシャン」「OC」。

## 概要
海の日の創設を記念して創設された競走であるため、当初の開催期間は海の日（7月20日）の前後であったが、同日がハッピーマンデーに加わったことにより、2002年から2009年までと、2024年は開催期間が7月の最終週に変更された。このため、7月と8月の月跨ぎ開催となる場合もあった。2010年から2021年までは2014年・2020年を除き、最終日が海の日になるように、2022年・2023年・2025年は海の日の翌日が初日となるよう開催された。

### 出場資格
出典
- 優先出場者
  - 前年度優勝者
  - 前年のグランプリファイナル出場者（6名）
  - 直前のSG競走・グランドチャンピオン優勝者
- 前年5月1日から当年4月30日までのプレミアムGI・GIおよびGII競走の優勝戦における着順点上位者
  - 着順点 1着10点、2着9点、3着6点、4着5点、5着4点、6着3点、スタート事故-10点[3]、妨害失格-7点、選手責任失格-5点、選手責任外失格0点、GI,GII競走1節6日間出場1点（優勝戦得点が並んだ場合はプレミアムGI、GI、GIIにおける着順点上位順に選出。）

※ただしプレミアムGI、GI、GII優勝戦進出0回の場合は選出順位に入らない
※A1級でなくても出場可能。
- 選出除外
  - 選考期間内のプレミアムGI、GI、GII優勝戦進出0回の選手。
  - 選考期間（前年5月1日から当年4月30日まで）内の出走回数が160走未満の選手。

※以上の2つは優先出場選手を除く。
※以下の5つは出場が決まっていても取消の対象。
  - 前々回（2年前）のオーシャンカップから開催年のグランドチャンピオンのSG優勝戦で選手責任事由によるスタート事故を起こした選手。
  - 前回（前年）のオーシャンカップからグランドチャンピオンのSG準優勝戦で選手責任事由によるスタート事故を起こした選手。
  - 前年のグランプリ（トライアル1st・2nd・順位決定戦）で選手責任事由によるスタート事故を起こした選手。
  - 選考期間からオーシャンカップ前検日までに褒賞懲戒規程による出場停止処分を受けた選手[4]。（一部を除く）
  - 負傷、病気等により出場辞退を申し出た選手。

### 賞金
2025年より、優勝賞金は3700万円となっている。2024年は3600万円、2023年は3400万円、2019年から2022年までは3300万円、2017年と2018年は2700万円、2011年から2016年までは2500万円、2010年以前は4000万円だった。

## エピソード
- 1996年（平成8年）に新しく国民の祝日に加わった「海の日」を記念して誕生し、同年に第1回開催が住之江競艇場で開催された[8]
- 1998年（平成10年）の第3回大会開催は、前年に起きたナホトカ号重油流出事故復興支援競走として三国競艇場にて開催された。
- 2003年（平成15年）の第8回大会開催で、本大会初となるナイター競走で開催された。
- 2010年（平成22年）の第15回大会開催から、それまでのGI競走のみ対象であった選出基準にGII競走が加わった[9]。
- 2012年（平成24年）の第17回大会開催は、直前に迫ったロンドンオリンピックとロンドンパラリンピックの日本選手団への応援支援特別記念競走として開催された。
- 2019年（令和元年）の第24回大会開催からは、優勝者がボートレースバトルチャンピオントーナメントへの優先出場権が与えられる新たなシステムが加わった。
- 2020年（令和2年）の第25回記念大会開催は、新型コロナウイルス（COVID-19）感染拡大防止の為、無観客開催措置での開催となった。この年の開催地であったボートレース鳴門では、緊急事態宣言解除後の6月16日に無観客措置は解除されていたが、例年、多数の来場が見込まれる事から、クラスター（集団感染）が予想された為、本節に限り、再度無観客措置が取られた。
- 2021年（令和3年）の第26回大会開催は2年ぶりの有観客開催となったが、新型コロナウイルス感染拡大防止の為、開催地ボートレース芦屋が所在する福岡県在住者に限定した2,500人を上限とする入場制限を実施して開催された。[10]。
- 2022年（令和4年）前年に引き続き新型コロナウイルス感染拡大防止の為、以下のような入場制限を実施しての開催となった。
  - 7月19日 - 7月22日：入場制限なし。
  - 7月23日 - 7月24日：準優勝戦・優勝戦開催日は事前抽選による入場制限を実施（抽選においては都道府県の縛りはなし）。

## 歴代優勝者
出典はボートレースオフィシャルWEBにあるオーシャンカップ一覧の各回ページより。
| 回数 | 開催年 | 優勝戦日 | 開催場 | 優勝者     | 優勝者   | 優勝者 | 優勝者        | 優勝者 | 優勝者 | 優勝者     |
| 回数 | 開催年 | 優勝戦日 | 開催場 | 選手名     | 登録番号 | 年齢   | 住所 所属支部 | 枠番   | コース | 決まり手   |
| ---- | ------ | -------- | ------ | ---------- | -------- | ------ | ------------- | ------ | ------ | ---------- |
| 1    | 1996年 | 7月22日  | 住之江 | 野中和夫   | 2291     | 52     | 大阪          | 2      | 2      | まくり     |
| 2    | 1997年 | 7月21日  | 平和島 | 熊谷直樹   | 3200     | 32     | 北海道        | 2      | 2      | まくり     |
| 3    | 1998年 | 7月20日  | 三国   | 松井繁     | 3415     | 28     | 大阪          | 1      | 1      | 逃げ       |
| 4    | 1999年 | 7月20日  | 若松   | 田頭実     | 3257     | 32     | 福岡          | 4      | 3      | 抜き       |
| 5    | 2000年 | 7月20日  | 宮島   | 西島義則   | 3024     | 38     | 広島          | 2      | 2      | 抜き       |
| 6    | 2001年 | 7月20日  | 尼崎   | 石田政吾   | 3635     | 30     | 石川          | 2      | 3      | 差し       |
| 7    | 2002年 | 8月4日   | 若松   | 植木通彦   | 3285     | 34     | 福岡          | 1      | 1      | 逃げ       |
| 8    | 2003年 | 8月3日   | 蒲郡   | 辻栄蔵     | 3719     | 28     | 広島県        | 5      | 5      | 差し       |
| 9    | 2004年 | 8月2日   | 若松   | 田村隆信   | 4028     | 26     | 徳島          | 4      | 5      | まくり     |
| 10   | 2005年 | 8月1日   | 桐生   | 江口晃生   | 3159     | 40     | 群馬          | 3      | 3      | まくり     |
| 11   | 2006年 | 7月30日  | 若松   | 松井繁     | 3415     | 36     | 大阪          | 1      | 1      | 逃げ       |
| 12   | 2007年 | 7月29日  | 桐生   | 魚谷智之   | 3780     | 31     | 兵庫          | 1      | 1      | 逃げ       |
| 13   | 2008年 | 7月27日  | 蒲郡   | 松井繁     | 3415     | 38     | 大阪          | 1      | 1      | 逃げ       |
| 14   | 2009年 | 7月26日  | 若松   | 菊地孝平   | 3960     | 30     | 静岡          | 1      | 1      | 逃げ       |
| 15   | 2010年 | 7月19日  | 丸亀   | 石野貴之   | 4168     | 28     | 大阪          | 1      | 1      | 逃げ       |
| 16   | 2011年 | 7月18日  | 蒲郡   | 佐々木康幸 | 3909     | 37     | 静岡          | 3      | 3      | まくり差し |
| 17   | 2012年 | 7月22日  | 尼崎   | 井口佳典   | 4024     | 34     | 三重          | 1      | 1      | 逃げ       |
| 18   | 2013年 | 7月28日  | 若松   | 松井繁     | 3415     | 43     | 大阪          | 1      | 1      | 抜き       |
| 19   | 2014年 | 7月21日  | 丸亀   | 吉田拡郎   | 4166     | 32     | 岡山          | 1      | 1      | 逃げ       |
| 20   | 2015年 | 7月20日  | 三国   | 石野貴之   | 4168     | 33     | 大阪          | 1      | 1      | 逃げ       |
| 21   | 2016年 | 7月18日  | 鳴門   | 石野貴之   | 4168     | 34     | 大阪          | 3      | 3      | 差し       |
| 22   | 2017年 | 7月17日  | 丸亀   | 峰竜太     | 4320     | 32     | 佐賀          | 1      | 1      | 逃げ       |
| 23   | 2018年 | 7月16日  | 若松   | 毒島誠     | 4238     | 34     | 群馬          | 2      | 2      | まくり     |
| 24   | 2019年 | 7月15日  | 常滑   | 瓜生正義   | 3783     | 43     | 福岡          | 1      | 1      | 逃げ       |
| 25   | 2020年 | 7月26日  | 鳴門   | 峰竜太     | 4320     | 35     | 佐賀          | 4      | 4      | 差し       |
| 26   | 2021年 | 7月25日  | 芦屋   | 濱野谷憲吾 | 3590     | 47     | 東京          | 1      | 1      | 逃げ       |
| 27   | 2022年 | 7月24日  | 尼崎   | 椎名豊     | 4787     | 33     | 群馬          | 1      | 1      | 逃げ       |
| 28   | 2023年 | 7月23日  | 児島   | 羽野直也   | 4831     | 28     | 福岡          | 5      | 5      | まくり差し |
| 29   | 2024年 | 7月28日  | 大村   | 茅原悠紀   | 4418     | 37     | 岡山          | 4      | 4      | 抜き       |
| 30   | 2025年 | 7月27日  | 徳山   | 西山貴浩   | 4371     | 38     | 福岡          | 1      | 1      | 逃げ       |

## 開催予定
- 第31回大会 2026年（令和8年）7月28日 - 8月2日 ボートレースびわこ[11]